# Nine Dead
Nine Dead (Brasil: Nove Mortes ) é um filme de terror e de drama policial produzido nos Estados Unidos, dirigido por Chris Shadley e lançado em 2009.